# Сангачал (мыс)
Мыс Сангачал (азерб. Səngəçal burnu) — мыс на востоке Азербайджана, в Гарадагском районе города Баку. Расположен на западном берегу Каспийского моря, в 26 км к юго-западу от мыса Пута.

## География
Поверхность территории мыса равнинная, покрыта дюнами и песчаными холмами. Высота песчаных бугров достигает 16 м.
Северный и восточный берега мыса постепенно выполаживается в сторону моря, а южный берег обрывистый. В юго-восточном направлении от мыса простирается каменистый риф длиной 2 км.
Берег между мысами Сангачал и Алят образует залив.

## Этимология
Ороним происходит от слов татск. səng — «камень» и азерб. çal — «серый».